# Manuel Iturra
Manuel Rolando Iturra Urrutia (Temuco, 23 juni 1984) is een Chileens voetballer die doorgaans als defensieve middenvelder speelt. Hij verruilde medio 2018 Málaga CF voor Villarreal CF. Iturra debuteerde in 2005 in het Chileens voetbalelftal.

## Clubcarrière
Iturra debuteerde op 19-jarige leeftijd voor Universidad Chile. In zeven seizoenen speelde hij 216 wedstrijden in de Chileense Primera División. In januari 2011 werd hij uitgeleend aan het Portugese União Leiria. Op 12 februari 2011 debuteerde hij in de Primeira Liga tegen CD Nacional. Op 19 augustus 2011 werd hij uitgeleend aan het Spaanse Real Murcia uit de Segunda División, waar hij 35 wedstrijden speelde. Op 28 augustus 2012 tekende de transfervrije Iturra een eenjarig contract bij Málaga CF, als vervanger voor de naar UC Sampdoria vertrokken Enzo Maresca. Op 18 september 2012 debuteerde hij voor Málaga CF in de eerste Champions League-wedstrijd van de club ooit tegen het Russische Zenit Sint-Petersburg. Op 16 januari 2013 scoorde hij zijn eerste doelpunt voor Málaga CF in het Camp Nou tegen FC Barcelona. Na afloop van zijn contract stapte hij over naar reeksgenoot Granada CF. In 2015 trok hij naar Udinese, dat hem in januari 2016 verhuurde aan Rayo Vallecano.

## Interlandcarrière
Op 18 augustus 2005 debuteerde Iturra voor Chili tegen Peru. Op 24 mei 2006 scoorde hij zijn eerste interlanddoelpunt in een oefeninterland tegen Ierland. Hij maakte deel uit van de Chileense selectie op de Copa América 2007.

### Interlanddoelpunten
| #  | Datum       | Plaats | Tegenstander | Doelpunt | Uitslag | Competitie        |
| -- | ----------- | ------ | ------------ | -------- | ------- | ----------------- |
| 1. | 24 mei 2006 | Dublin | Ierland      | 1–0      | 1-0     | Vriendschappelijk |

1 Júnior ·
2 Costa ·
3 Albiol  ·
4 Bailly ·
5 Kambwala ·
6 Suárez ·
7 Moreno ·
8 Foyth ·
10 Parejo ·
11 Akhomach ·
12 Bernat ·
13 Conde ·
14 Comesaña ·
15 Barry ·
16 Baena ·
17 Femenía ·
18 Gueye ·
19 Pépé ·
20 Terrats ·
21 Pino ·
22 Pérez ·
23 Cardona ·
24 Pedraza ·
31 Álvarez ·
Coach: Marcelino